# Anton Yougov
Anton Yougov (en bulgare : Антон Югов), né probablement le 5 août 1904, à Polykastro dans le vilayet de Salonique (Empire ottoman) et mort le 6 juillet 1991 à Sofia (Bulgarie), est un homme politique bulgare, ministre de l'Intérieur (bg) de 1944 à 1949 puis président du Conseil des ministres de 1956 à 1962.

## Biographie
Il rejoint en 1922 le mouvement syndicaliste affilié au parti socialiste puis entre au parti communiste bulgare en 1928. Il suit une formation politique à Moscou de 1932 à 1936 et est élu l'année suivante au Politburo bulgare. En 1940 il est emprisonné, s'évade en 1941, s'engage dans la résistance et devient secrétaire du parti communiste clandestin jusqu'en 1944. Il est alors nommé ministre de l'Intérieur dans le deuxième gouvernement (bg) de Kimon Georgiev puis ministre de l'industrie en 1950. 
Il est vice-Premier ministre puis est nommé président du Conseil des ministres de la république populaire de Bulgarie le 17 avril 1956. Il est contraint à la démission le 19 novembre 1962 avant d'être exclu du Comité central (bg), de l'Assemblée nationale (1964) et du Parti (1972). Il est progressivement réhabilité dans les années 1980, recevant plusieurs décorations (héros du travail socialiste (bg) en 1984 et héros de la république populaire de Bulgarie (en) en 1989) avant d'être réintégré au Parti en janvier 1990. Il meurt un an et demi plus tard. 

## Source
- (en) Harris Lentz, Heads of states and governments since 1945, Routledge, 2013 (ISBN 1-884964-44-3), p. 119